# Sgt. Pepper’s Lonely Hearts Club Band (singel)
Sgt. Pepper’s Lonely Hearts Club Band – utwór napisany przez Paula McCartneya (oficjalnie Lennon/McCartney). Utwór otwiera album o tej samej nazwie. Kompozycja pojawia się dwa razy na płycie: jako utwór otwierający, i jako przedostatni (utwór o nazwie „Sgt. Pepper's Lonely Hearts Club Band (Reprise)”, przed kompozycją zamykającą album, czyli „A Day in the Life”).
Utwór został wydany na singlach i kompilacjach The Beatles jak i również zespołu U2.

## Struktura utworu
1. intro
2. zwrotka
3. mostek
4. refren
5. mostek
6. zwrotka
7. przejście do utworu „With a Little Help from My Friends”

## Podział ról
- Paul McCartney – wokal wiodący, gitara basowa, gitara
- John Lennon – wokal wspierający, gitara rytmiczna
- George Harrison – wokal wspierający, gitara
- Ringo Starr – perkusja
- Muzycy sesyjni – rogi